# AsteroidOS
AsteroidOS (アステロイド・オーエス) は、スマートウォッチ向けに設計されたオープンソースのオペレーティングシステムである。いくつかのWear OSのファームウェアを置き換えることができる。AsteroidOSプロジェクトでは、「Hack your wrist.」を標語としている。2018年5月15日に、最初の正式版であるAsteroidOS 1.0がリリースされた。

## ソフトウェアアーキテクチャ
AsteroidOSは、OpenEmbeddedを利用した組み込みLinuxのように構築されており、Linuxカーネルとsystemd上で動作する。AsteroidOSには、MerやNemo向けに開発されたLipstickやMCEなどのモバイルLinuxミドルウェアが含まれている。
AsteroidOSのユーザインタフェースは、Qt 5によって書かれている。アプリケーションはQMLで書かれており、グラフィックコンポーネントとしてQt QuickとQML-Asteroidを利用している。Qt Creatorに統合されたクロスコンパイラを備えたSDKは、OpenEmbeddedから生成することによって、容易に開発をすることができる。
Asteroid-launcherはWaylandコンポジターで、カスタマイズ可能なホーム画面で、アプリケーション・ウォッチフェイス・通知・クイック設定の管理を行う。Asteroid-launcherはHybris互換レイヤー上で動作し、BionicGPUドライバを利用する。
AsteroidOSは、BlueZ 5上で動作するasteroid-btsyncdとBluetooth Low Energy同期機能を提供する。リファレンスクライアントであるAsteroidOS SyncをAndroidユーザーは利用することができる。

## 主なアプリケーション
AsteroidOS 1.0でデフォルトでインストールされるアプリケーションは以下の通りである。
- Asteroid Calendar - シンプルなスケジュール管理機能を提供する。
- Asteroid Alarm Clock - 指定された時刻に時計を振動させる。
- Asteroid Calculator - 基本的な計算ができる。
- Asteroid Music - 同期されたデバイスのオーディオプレーヤーを制御することができる。
- Asteroid Settings - 時刻・日付・言語・Bluetooth・明るさ・壁紙・ウォッチフェイス・USBを設定する。
- Asteroid Stopwatch - 経過時間を測定する。
- Asteroid Timer - タイマー機能を提供する。
- Asteroid Weather - 5日間の天気予報の情報を提供する。